# Eutrichota interior
Eutrichota interior är en tvåvingeart som beskrevs av Griffiths 1984. Eutrichota interior ingår i släktet Eutrichota och familjen blomsterflugor.
Artens utbredningsområde är Washington. Inga underarter finns listade i Catalogue of Life.